# Terra Roxa (álbum)
Terra Roxa é um álbum de 1978 lançado pela dupla Tião Carreiro & Pardinho. O álbum foi lançado em CD no ano de 2000.

## Faixas
Lista de faixas:
| N.º            | Título                      | Compositor(es) | Duração |  |
| 1.             | "Terra Roxa"                |                | 3:40    |  |
| 2.             | "O Mineiro e o Italiano"    |                | 3:21    |  |
| 3.             | "Cochilou, o Cachimbo Cai"  |                | 3:07    |  |
| 4.             | "Empreitada Perigosa"       |                | 2:27    |  |
| 5.             | "Nascimento de Jesus"       |                | 2:48    |  |
| 6.             | "Minha História de Amor"    |                | 3:20    |  |
| 7.             | "Faca Que Não Corta"        |                | 3:29    |  |
| 8.             | "Margarida"                 |                | 3:03    |  |
| 9.             | "Urutu Cruzeiro"            |                | 3:12    |  |
| 10.            | "Azulão do Reino Encantado" |                | 3:35    |  |
| 11.            | "Confiança"                 |                | 3:30    |  |
| 12.            | "A Vida de Um Policial"     |                | 3:19    |  |
| Duração total: | Duração total:              | Duração total: | 38:51   |  |